# قطعنامه ۱۷۳۸ شورای امنیت
قطعنامه  ۱۷۳۸ شورای امنیت سازمان ملل متحد که در تاریخ ۲۳ دسامبر ۲۰۰۶ تصویب شد، سندی بین‌المللی دربارهٔ حفاظت از غیرنظامیان در درگیری‌های مسلحانه است. این قطعنامه طی نشست ۵۶۱۳ام با ۱۵ رای موافق، ۰ مخالف و ۰ ممتنع تصویب شد.